# Видовски, Бела
Бела Видовски (венг. Vidovszky Béla; 2 июля 1883, Gyoma, Бекеш — 6 февраля 1973, Будапешт) — венгерский художник.

## Биография
Его отец, в то время главный клерк Дьомы, был хорошим другом знаменитого художника Михая Мункачи. Бела Видовски окончил среднюю школу в евангелической школе Рудольфа. Его талант развился под руководством учителя рисования Лайоша Зварини ещё в средней школе. Свою первую картину маслом он написал в 1902 году, это был портрет одноклассника Гезы Дьони. В том же году он поступил в Школу модельного рисунка в Будапеште, где его учителями были Имре Ревес и Аладар Эдви Иллеш.
В 1906 году он получил сертификат учителя рисования, но продолжил обучение у Кароя Ференци в качестве студента с государственной стипендией в Венгерской королевской академии изящных искусств. После он отправился в Мюнхен, а затем в декабре 1908 года в Париж.
В 1911 году, вернувшись домой, он работал в союзе художников Сольнока. Пейзажи, которые он писал здесь и в окрестностях, сделали его имя известным на всю страну. В 1913 году он получил премию Вармана Национального совета изящных искусств за свою картину «После обеда».

## Персональные выставки
- 1908 — Бекешчаба
- 1924 — Музей Михая Мункачи, Бекешчаба
- 1933 — Галерея Френкеля, Будапешт
- 1938 — Круг Авроры, Бекешчаба
- 1961 — Галерея Csók, Будапешт
- С 1993 — Городской музей имени Белы Видовски, Дьомаэндрёд (постоянная экспозиция, вид, близкий к современному, приобрела в 1999 году)[5]